# Ophrys
Ophrys L., 1753 è un genere di piante erbacee appartenente alla famiglia  delle Orchidacee. Comprende orchidee terricole, a distribuzione euro-mediterranea.

## Etimologia
Il nome deriva dal greco οφρύς = "ciglia" per via della pelosità del labello.

## Descrizione
Le Ophrys sono piante geofite bulbose, con apparato radicale costituito da due tuberi tondeggianti, peduncolati.
Sono in genere piante esili, con fusto eretto, foglie basali riunite in rosetta, in genere di colore verde glauco, e foglie cauline bratteiformi.

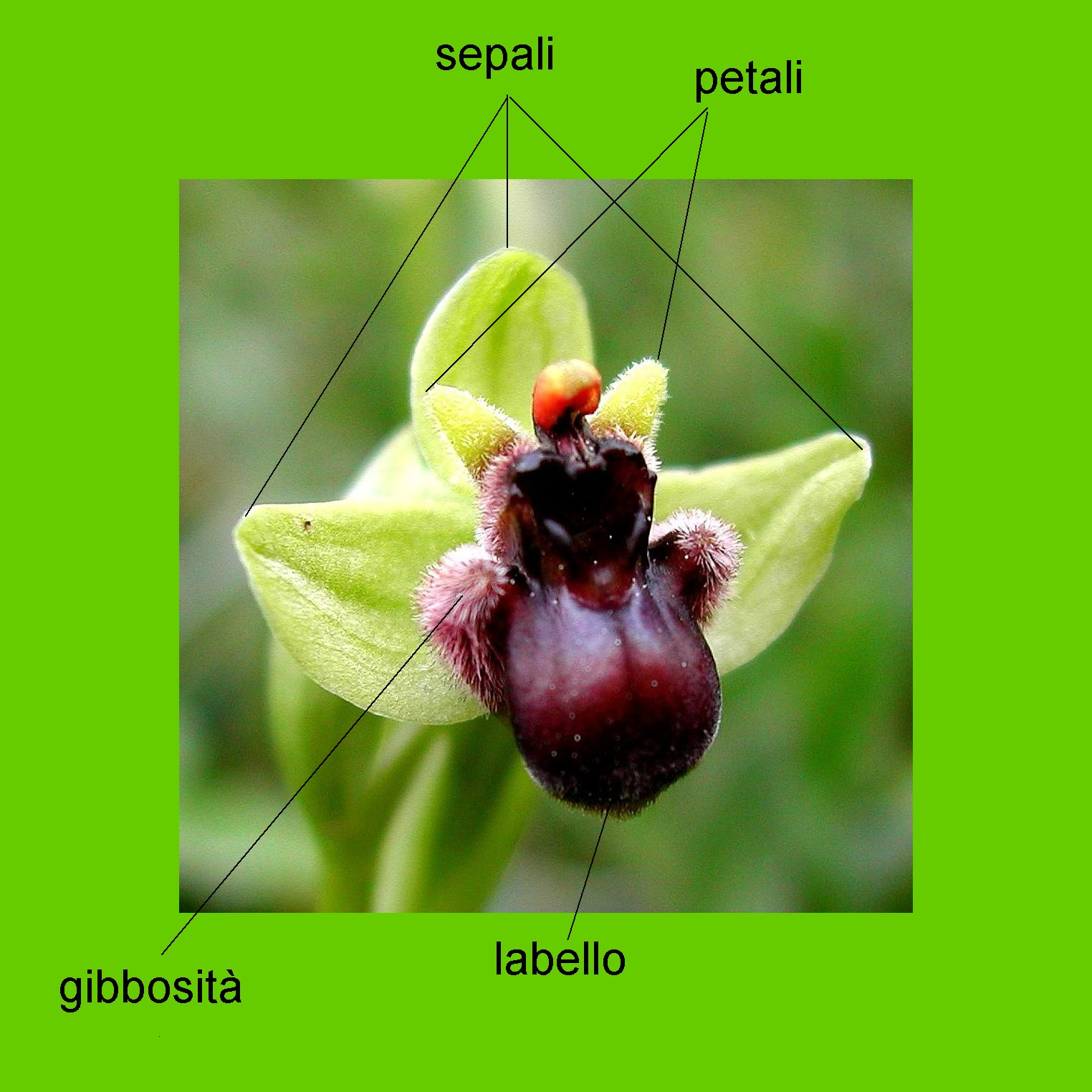
Parti del fiore di una Ophrys sp.

I fiori, riuniti in infiorescenze più o meno lasse, presentano un perigonio di tre sepali superiori e tre petali inferiori; uno di questi, detto labello, si differenzia dagli altri e presenta macchie glabre e lucide (specchio), rassomiglianti al torace di alcune specie d'insetto, in modo da attrarre gli stessi e favorire l'impollinazione; a volte sono presenti due protuberanze laterali (gibbe) e un'appendice terminale (apicolo). Ogni fiore possiede organi maschili (androceo) e femminili (gineceo), riuniti in un solo corpo colonnare detto ginostemio, talvolta prolungato in un rostello carnoso, con fogge variabili da specie a specie. Lo sperone è assente.
Il polline è agglutinato in masse a forma di clava (pollinodi), che si attaccano mediante la base gelatinosa (retinacolo o viscidio) alla testa degli insetti pronubi.
Le foglie cadono nel periodo invernale mentre i tuberi sotterranei resistono al freddo.

## Biologia
Il meccanismo di richiamo degli insetti pronubi  messo in atto dalle ofridi è il risultato di una coevoluzione tra questi fiori, privi di nettare, ed alcune specie di imenotteri (prevalentemente apidi, sfecidi  e vespidi). In virtù di tale meccanismo selettivo ogni specie di Ophrys ha un suo specifico insetto impollinatore.

Gli insetti sono attratti sul fiore da un richiamo di tipo sessuale: ogni specie infatti, ha il labello conformato in modo tale da simulare l'addome della femmina di uno specifico insetto, e a ciò si associa la produzione di sostanze volatili simili ai ferormoni prodotti dalla femmina in fase di accoppiamento. Il maschio, così richiamato, nel tentativo di "accoppiarsi" con il fiore (pseudocopula), si carica di polline che successivamente depositerà su un altro fiore.

Alcune specie (p.es Ophrys apifera) possono ricorrere all'autoimpollinazione: subito dopo la fioritura le caudicole dei pollinii si curvano in avanti favorendo la deposizione del polline sullo stigma sottostante.

## Distribuzione e habitat
Ophrys è un genere a distribuzione euro-mediterranea. L'areale del genere si estende dalle isole Canarie al mar Caspio e dalla Scandinavia al Nord Africa, con la più alta concentrazione di specie nel bacino del Mediterraneo.
Ogni specie richiede un habitat diverso dalle altre: alcune preferiscono terreno calcareo, altre crescono nel tufo, però tutte quante vogliono posizioni molto luminose e terreno ben drenato in modo da evitare il marciume dei tuberi nel periodo invernale.

## Tassonomia

### Filogenesi
Il genere Ophrys appartiene alla sottotribù Orchidinae, i cui rapporti filogenetici sono sintetizzati dal sottostante cladogramma. I generi più vicini a Ophrys sono i generi Anacamptis e Serapias.
|  | \| \| Anacamptis \| \| \| \| \| \| Serapias \| \| \| \| |
|  |                                                         |
|  | Ophrys                                                  |
|  |                                                         |
|  | Anacamptis                                              |
|  |                                                         |
|  | Serapias                                                |
|  |                                                         |

|  | Anacamptis |
|  |            |
|  | Serapias   |
|  |            |

|  | \| \| Anacamptis \| \| \| \| \| \| Serapias \| \| \| \| |
|  |                                                         |
|  | Ophrys                                                  |
|  |                                                         |
|  | Anacamptis                                              |
|  |                                                         |
|  | Serapias                                                |
|  |                                                         |

|  | Anacamptis |
|  |            |
|  | Serapias   |
|  |            |

|  | \| \| Anacamptis \| \| \| \| \| \| Serapias \| \| \| \| |
|  |                                                         |
|  | Ophrys                                                  |
|  |                                                         |
|  | Anacamptis                                              |
|  |                                                         |
|  | Serapias                                                |
|  |                                                         |

|  | Anacamptis |
|  |            |
|  | Serapias   |
|  |            |

|  | \| \| Anacamptis \| \| \| \| \| \| Serapias \| \| \| \| |
|  |                                                         |
|  | Ophrys                                                  |
|  |                                                         |
|  | Anacamptis                                              |
|  |                                                         |
|  | Serapias                                                |
|  |                                                         |

|  | Anacamptis |
|  |            |
|  | Serapias   |
|  |            |

|  | Gymnadenia   |
|  |              |
|  | Dactylorhiza |
|  |              |

|  | \| \| Pseudorchis \| \| \| \| \| \| Platanthera \| \| \| \| |
|  |                                                             |
|  | Traunsteinera                                               |
|  |                                                             |
|  | Pseudorchis                                                 |
|  |                                                             |
|  | Platanthera                                                 |
|  |                                                             |

|  | Pseudorchis |
|  |             |
|  | Platanthera |
|  |             |

|  | Gymnadenia   |
|  |              |
|  | Dactylorhiza |
|  |              |

|  | \| \| Pseudorchis \| \| \| \| \| \| Platanthera \| \| \| \| |
|  |                                                             |
|  | Traunsteinera                                               |
|  |                                                             |
|  | Pseudorchis                                                 |
|  |                                                             |
|  | Platanthera                                                 |
|  |                                                             |

|  | Pseudorchis |
|  |             |
|  | Platanthera |
|  |             |

|  | Gymnadenia   |
|  |              |
|  | Dactylorhiza |
|  |              |

|  | \| \| Pseudorchis \| \| \| \| \| \| Platanthera \| \| \| \| |
|  |                                                             |
|  | Traunsteinera                                               |
|  |                                                             |
|  | Pseudorchis                                                 |
|  |                                                             |
|  | Platanthera                                                 |
|  |                                                             |

|  | Pseudorchis |
|  |             |
|  | Platanthera |
|  |             |

|  | Gymnadenia   |
|  |              |
|  | Dactylorhiza |
|  |              |

|  | \| \| Pseudorchis \| \| \| \| \| \| Platanthera \| \| \| \| |
|  |                                                             |
|  | Traunsteinera                                               |
|  |                                                             |
|  | Pseudorchis                                                 |
|  |                                                             |
|  | Platanthera                                                 |
|  |                                                             |

|  | Pseudorchis |
|  |             |
|  | Platanthera |
|  |             |

|  | \| \| Anacamptis \| \| \| \| \| \| Serapias \| \| \| \| |
|  |                                                         |
|  | Ophrys                                                  |
|  |                                                         |
|  | Anacamptis                                              |
|  |                                                         |
|  | Serapias                                                |
|  |                                                         |

|  | Anacamptis |
|  |            |
|  | Serapias   |
|  |            |

|  | \| \| Anacamptis \| \| \| \| \| \| Serapias \| \| \| \| |
|  |                                                         |
|  | Ophrys                                                  |
|  |                                                         |
|  | Anacamptis                                              |
|  |                                                         |
|  | Serapias                                                |
|  |                                                         |

|  | Anacamptis |
|  |            |
|  | Serapias   |
|  |            |

|  | \| \| Anacamptis \| \| \| \| \| \| Serapias \| \| \| \| |
|  |                                                         |
|  | Ophrys                                                  |
|  |                                                         |
|  | Anacamptis                                              |
|  |                                                         |
|  | Serapias                                                |
|  |                                                         |

|  | Anacamptis |
|  |            |
|  | Serapias   |
|  |            |

|  | \| \| Anacamptis \| \| \| \| \| \| Serapias \| \| \| \| |
|  |                                                         |
|  | Ophrys                                                  |
|  |                                                         |
|  | Anacamptis                                              |
|  |                                                         |
|  | Serapias                                                |
|  |                                                         |

|  | Anacamptis |
|  |            |
|  | Serapias   |
|  |            |

|  | Gymnadenia   |
|  |              |
|  | Dactylorhiza |
|  |              |

|  | \| \| Pseudorchis \| \| \| \| \| \| Platanthera \| \| \| \| |
|  |                                                             |
|  | Traunsteinera                                               |
|  |                                                             |
|  | Pseudorchis                                                 |
|  |                                                             |
|  | Platanthera                                                 |
|  |                                                             |

|  | Pseudorchis |
|  |             |
|  | Platanthera |
|  |             |

|  | Gymnadenia   |
|  |              |
|  | Dactylorhiza |
|  |              |

|  | \| \| Pseudorchis \| \| \| \| \| \| Platanthera \| \| \| \| |
|  |                                                             |
|  | Traunsteinera                                               |
|  |                                                             |
|  | Pseudorchis                                                 |
|  |                                                             |
|  | Platanthera                                                 |
|  |                                                             |

|  | Pseudorchis |
|  |             |
|  | Platanthera |
|  |             |

|  | Gymnadenia   |
|  |              |
|  | Dactylorhiza |
|  |              |

|  | \| \| Pseudorchis \| \| \| \| \| \| Platanthera \| \| \| \| |
|  |                                                             |
|  | Traunsteinera                                               |
|  |                                                             |
|  | Pseudorchis                                                 |
|  |                                                             |
|  | Platanthera                                                 |
|  |                                                             |

|  | Pseudorchis |
|  |             |
|  | Platanthera |
|  |             |

|  | Gymnadenia   |
|  |              |
|  | Dactylorhiza |
|  |              |

|  | \| \| Pseudorchis \| \| \| \| \| \| Platanthera \| \| \| \| |
|  |                                                             |
|  | Traunsteinera                                               |
|  |                                                             |
|  | Pseudorchis                                                 |
|  |                                                             |
|  | Platanthera                                                 |
|  |                                                             |

|  | Pseudorchis |
|  |             |
|  | Platanthera |
|  |             |

### Specie
Il numero di specie attribuite al genere Ophrys dai vari Autori ha subito nel corso degli anni notevoli variazioni.
Le discordanze di vedute in merito al numero delle specie ritenute valide nascono dalla notevole plasticità genetica del genere e dalla estrema facilità con cui le differenti specie possono produrre ibridi, che spesso risultano fertili.
Basandosi su criteri morfologici Delforge ha proposto nel 2006 una classificazione che riconosceva oltre 150 specie valide.
Un approccio filogenetico basato su marcatori molecolari ha consentito una più rigorosa valutazione dei criteri utilizzati nella discriminazione delle specie, portando a un drastico ridimensionamento nel numero delle specie ritenute valide.
Le specie attualmente riconosciute sono le seguenti:
- Ophrys apifera Huds.
- Ophrys argolica H.Fleischm.
- Ophrys bertolonii Moretti
- Ophrys bombyliflora Link
- Ophrys bornmuelleri M.Schulze
- Ophrys cilicica Schltr.
- Ophrys cretica (Vierh.) E.Nelson
- Ophrys ferrum-equinum Desf.
- Ophrys fuciflora (F.W.Schmidt) Moench
- Ophrys fusca Link
- Ophrys insectifera L.
- Ophrys kojurensis Gölz
- Ophrys konyana Kreutz & Ruedi Peter
- Ophrys kopetdagensis K.P.Popov & Neshat.
- Ophrys kotschyi H.Fleischm. & Soó
- Ophrys kreutzii W.Hahn, R.Wegener & J.Mast
- Ophrys lutea Cav.
- Ophrys omegaifera H.Fleischm.
- Ophrys reinholdii Spruner ex Fleischm.
- Ophrys schulzei Bornm. & Fleischm.
- Ophrys scolopax Cav.
- Ophrys sicula Tineo
- Ophrys speculum Link
- Ophrys sphegodes Mill.
- Ophrys tenthredinifera Willd.
- Ophrys tremoris Gämperle & Gölz
- Ophrys ulupinara W.Hahn, Passin & R.Wegener
- Ophrys umbilicata Desf.
- Ophrys zagrica Gölz

### Ibridi
Sono noti i seguenti ibridi:
- Ophrys × albertiana E.G.Camus
- Ophrys × angelarum Gennaio, M.Gargiulo, Medagli & Chetta
- Ophrys × angelii Soca
- Ophrys × apicula J.C.Schmidt ex Rchb.f.
- Ophrys × arachnitiformis Gren. & M.Philippe (O. fuciflora × O. sphegodes)
- Ophrys × araniferiformis Dalla Torre & Sarnth.
- Ophrys × barbaricina M.Allard & M.P.Grasso
- Ophrys × battandieri E.G.Camus
- Ophrys × baumanniana Soó
- Ophrys × borgersiae P.Delforge
- Ophrys × bourlieri Maire
- Ophrys × breieri Wallenwein & Saad
- Ophrys × brigittae H.Baumann
- Ophrys × brigodeana P.Delforge
- Ophrys × cailliauana P.Delforge
- Ophrys × campolati O.Danesch & E.Danesch
- Ophrys × carica H.Baumann & Künkele
- Ophrys × carpinensis O.Danesch & E.Danesch
- Ophrys × carquierannensis E.G.Camus
- Ophrys × cesinensis Medagli, D'Emerico & Ruggiero
- Ophrys × chobautii G.Keller ex B.Tyteca & D.Tyteca
- Ophrys × cicmiriana P.Delforge
- Ophrys × circaea W.Rossi & Prola
- Ophrys × circlarium Pellegrino
- Ophrys × clapensis Balayer
- Ophrys × cranbrookeana Godfery
- Ophrys × cugniensis Soca
- Ophrys × daneschiana W.J.Schrenk
- Ophrys × demangeana P.Delforge
- Ophrys × denisiana H.Baumann, Künkele & R.Lorenz
- Ophrys × devenensis Rchb.f.
- Ophrys × diakoptensis M.Bayer
- Ophrys × domus-maria M.P.Grasso
- Ophrys × eliasii Sennen ex E.G.Camus & A.Camus
- Ophrys × emmae G.Keller ex H.Wettst.
- Ophrys × epidavrensis G.Eberle
- Ophrys × ettlingeriana P.Delforge
- Ophrys × extorris Soó
- Ophrys × feldwegiana B.Baumann & H.Baumann
- Ophrys × fernandii Rolfe
- Ophrys × ferruginea W.Rossi & Liuti
- Ophrys × flavicans Vis. (O. bertolonii × O. sphegodes)
- Ophrys × grafiana Soó
- Ophrys × grampinii Cortesi
- Ophrys × gumprechtii O.Danesch & E.Danesch
- Ophrys × heracleotica Gavalas, Kreutz & Z.Antonop.
- Ophrys × heraultii G.Keller ex Schrenk
- Ophrys × inceburumensis Kreutz
- Ophrys × jansenii P.Delforge
- Ophrys × kalteiseniana B.Baumann & H.Baumann
- Ophrys × kelleri Godfery
- Ophrys × kohlmuellerorum Soca
- Ophrys × kulpensis Kreutz
- Ophrys × laconensis Scrugli & M.P.Grasso
- Ophrys × laconica H.Baumann & Künkele
- Ophrys × liceana Renz & Taubenheim
- Ophrys × lievreae Maire
- Ophrys × luizetii E.G.Camus
- Ophrys × macchiatii E.G.Camus
- Ophrys × maladroxiensis Scrugli, Todde & Cogoni
- Ophrys × maremmae O.Danesch & E.Danesch (O. fuciflora × O. tenthredinifera)
- Ophrys × marganaiensis Licheri & Rodi
- Ophrys × mariae F.Fohringer
- Ophrys × marmarensis H.Baumann & Künkele
- Ophrys × methonensis H.Baumann & Künkele
- Ophrys × minuticauda Duffort
- Ophrys × mirtiae G.Kretzschmar & H.Kretzschmar
- Ophrys × montis-angeli O.Danesch & E.Danesch
- Ophrys × montis-grossi Kohlmüller
- Ophrys × moreana H.Baumann & Künkele
- Ophrys × morisii (Martelli) G.Keller & Soó (O. argolica subsp. crabronifera × O. sphegodes)
- Ophrys × nelsonii Contré & Delamain
- Ophrys × neocamusii Godfery
- Ophrys × neoruppertii A.Camus ex Ruppert
- Ophrys × notabilis Renz & Taubenheim
- Ophrys × nouletii E.G.Camus
- Ophrys × olbiensis E.G.Camus
- Ophrys × painiana P.Delforge
- Ophrys × paphosiana H.Baumann & Künkele
- Ophrys × pardui Giotta & Piccitto
- Ophrys × parenzani Medagli, D'Emerico & Ruggiero
- Ophrys × parvaisiana P.Delforge
- Ophrys × peltieri Maire
- Ophrys × personei Cortesi
- Ophrys × peteri Steffan
- Ophrys × phryganae Devillers-Tersch. & Devillers  (O. lutea × O. sicula)
- Ophrys × pietzschii Kümpel ex Rumsey & H.J.Crouch
- Ophrys × pizzulensis Soca
- Ophrys × placotica B.Willing & E.Willing
- Ophrys × plorae C.Alibertis & A.Alibertis
- Ophrys × pseudofusca Albert & Camus
- Ophrys × pseudoquadriloba Renz
- Ophrys × quintartiana P.Delforge
- Ophrys × rainei Albert & Jahand.
- Ophrys × rasbachii G.Eberle
- Ophrys × rauschertii Kümpel
- Ophrys × raynaudii P.Delforge
- Ophrys × rechingeri Soó
- Ophrys × regis-minois Halx
- Ophrys × resurrecta O.Danesch & E.Danesch
- Ophrys × saintenoy-simoniana P.Delforge
- Ophrys × salvatoris O.Danesch & E.Danesch
- Ophrys × sansimonensis Soca
- Ophrys × semibombyliflora E.G.Camus
- Ophrys × sicana H.Baumann & Künkele
- Ophrys × sienaertiana P.Delforge
- Ophrys × soller M.Henkel
- Ophrys × sommieri E.G.Camus ex Cortesi
- Ophrys × sorrentinoi Lojac.
- Ophrys × spuria G.Keller ex Reinhard
- Ophrys × stefaniae G.Kretzschmar & H.Kretzschmar
- Ophrys × sulcitana Scrugli, Todde & Cogoni
- Ophrys × terschureniana P.Delforge
- Ophrys × torrensis H.Dekker
- Ophrys × triadensis G.Kretzschmar & H.Kretzschmar
- Ophrys × turiana J.E.Arnold
- Ophrys × vamvakiae Kohlmüller
- Ophrys × varvarae Faller & Kreutz
- Ophrys × vernonensis O.Danesch & E.Danesch
- Ophrys × vespertilio W.Rossi & Contorni
- Ophrys × vetula Risso
- Ophrys × waldmanniana Soó

### Specie presenti in Italia
Per quanto riguarda il numero di specie presenti in Italia Pignatti (1982) annoverava 14 specie (più una decina di sottospecie) mentre Delforge porta a 56 il numero delle specie presenti in Italia, senza contare le sottospecie.
| Tra le specie che si caratterizzano come entità nettamente distinte si possono citare: - Ophrys apifera Huds., 1762 - ofride fior d'ape, vesparia Ha fusti che possono raggiungere i 50 cm di altezza, con poche foglie lanceolate; i suoi fiori sono molto piccoli e i sepali sono rosati o bianchi, i petali sono di dimensioni più piccole dei sepali e diritti, il labello vellutato è grande e convesso di colore brunato macchiato in un colore pallido - Ophrys bombyliflora Link, 1800 - ofride fior di bombo Originaria dell'Europa meridionale ha fusti alti 5–20 cm; i fiori sono verde-violaceo e il labello di colore bruno, trilobato, con lobi laterali che presentano due gibbosità villose e lobo mediano emisferico, bruno e pubescente all'apice, con appendice apicale verdastra. - Ophrys speculum Link, 1800 - ofride a specchio Ha fusti alti circa 30 cm; i sepali sono verdi con delle linee viola, i petali sono piccoli di forma triangolare bruno-violaceo e il labello è grigio-azzurro lucido, con bordi gialli e piccoli peli bruni. - Ophrys insectifera L., 1753 - ofride fior mosca, moscaria Specie caratterizzata da una spiccata somiglianza del fiore ad un insetto: il lobo centrale del labello, di colore bruno-rossastro, con specchio centrale grigio-azzurrognolo, evoca la conformazione dell'addome; i lobi laterali, più piccoli, richiamano le ali; il ginostemio richiama la conformazione del capo mentre i tepali interni, corti e filiformi, assomigliano incredibilmente alle antenne. - Ophrys sphegodes lunulata Parl., 1838 - ofride a mezzaluna Endemica della Sicilia, ha fusti alti sino a 40 cm; i tepali esterni, lanceolati, sono di colore variabile dal rosa violetto al bianco rosato, mentre la nervatura centrale è verde; il labello è allungato, trilobato, con una macchia lucida a forma di mezzaluna. - Ophrys scolopax Cav., 1793 - ofride cornuta Ha fusti alti 15–30 cm, sepali ovato-lanceolati, dal bianco-rosaceo al rosso-porpora; il labello è appuntito, con appendice pronunciata, giallo-verdastra, tridentata. |  |
| |  |
| |  |

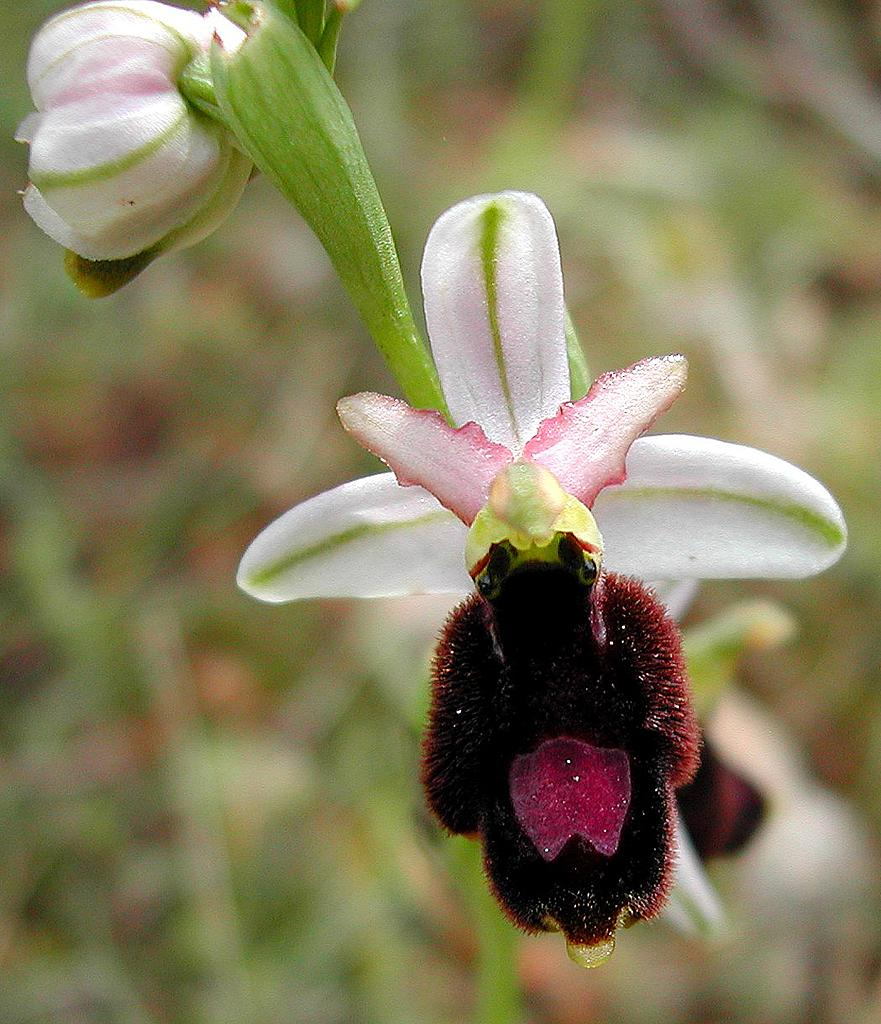
O. bertolonii

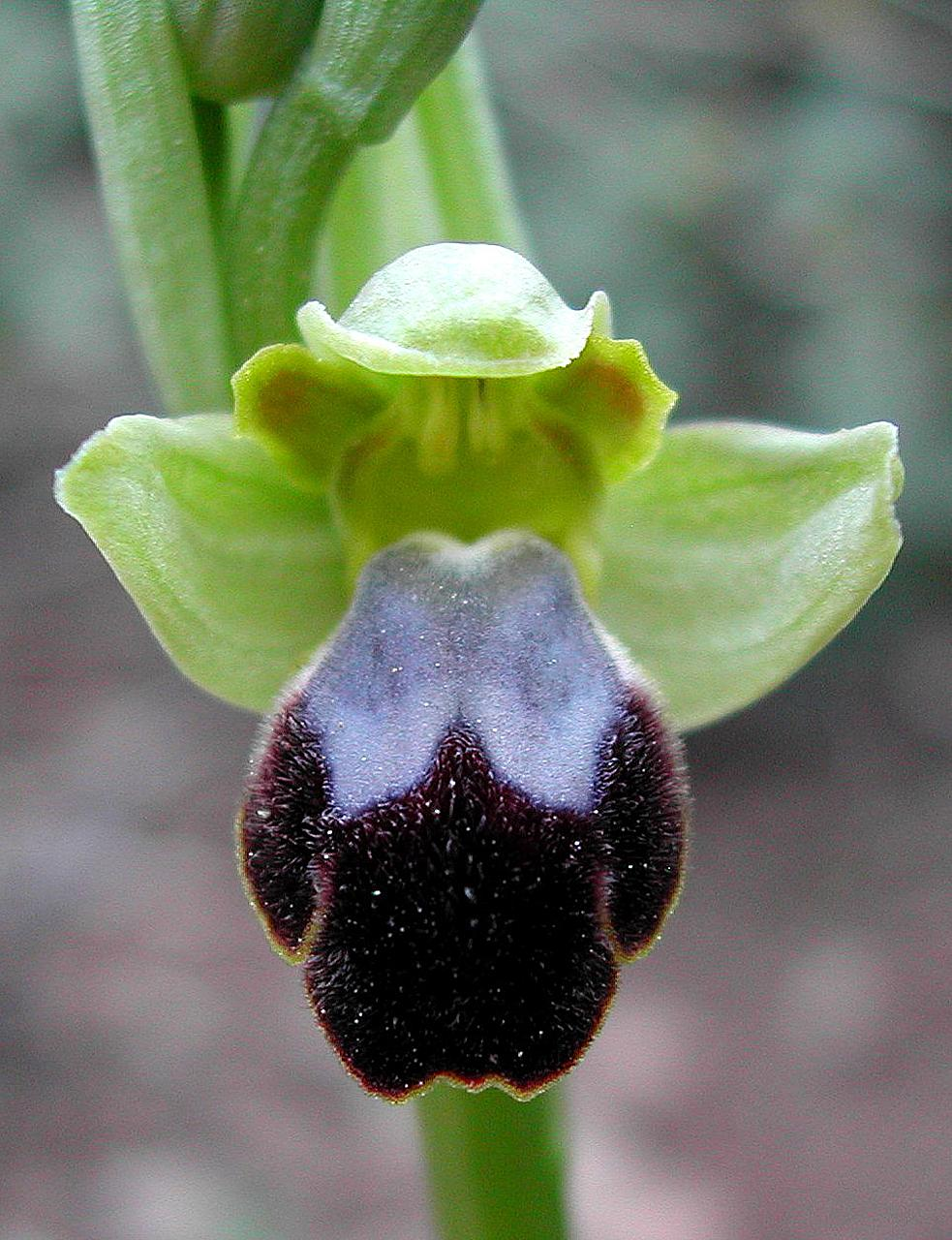
O. fusca

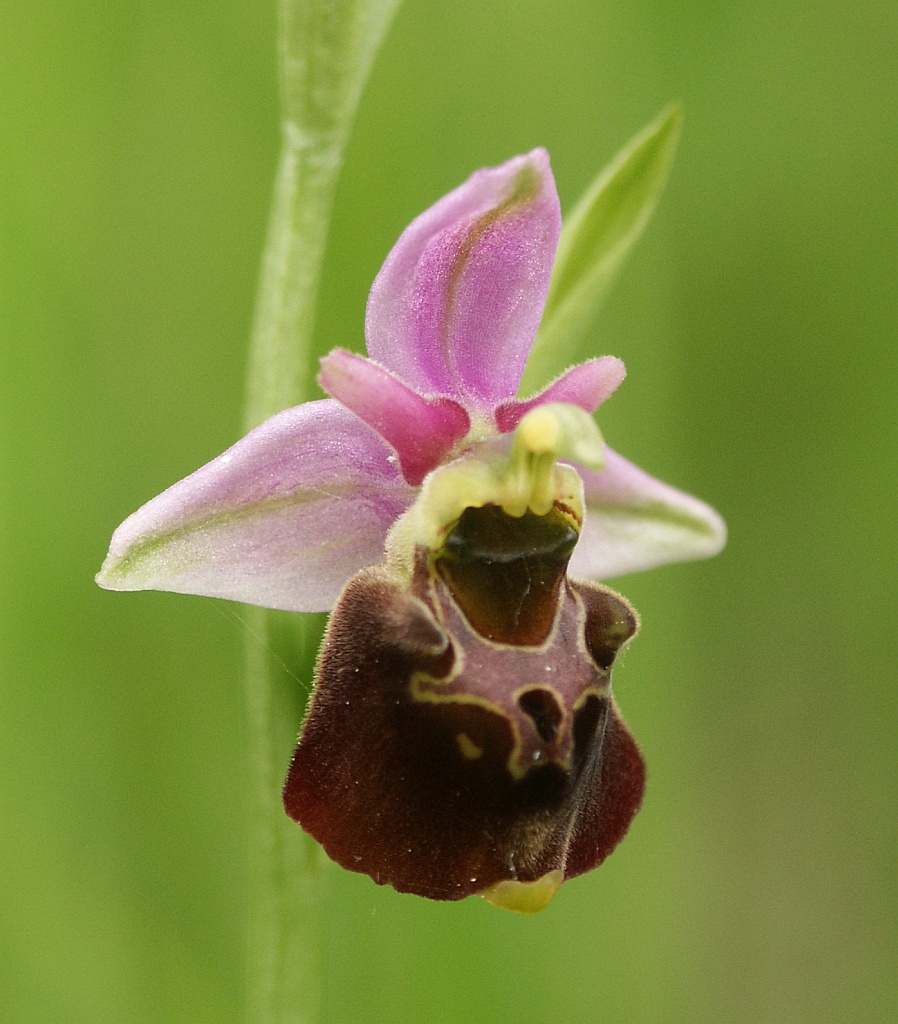
O. fuciflora

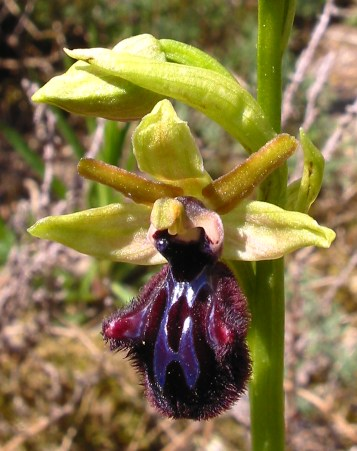
O. incubacea

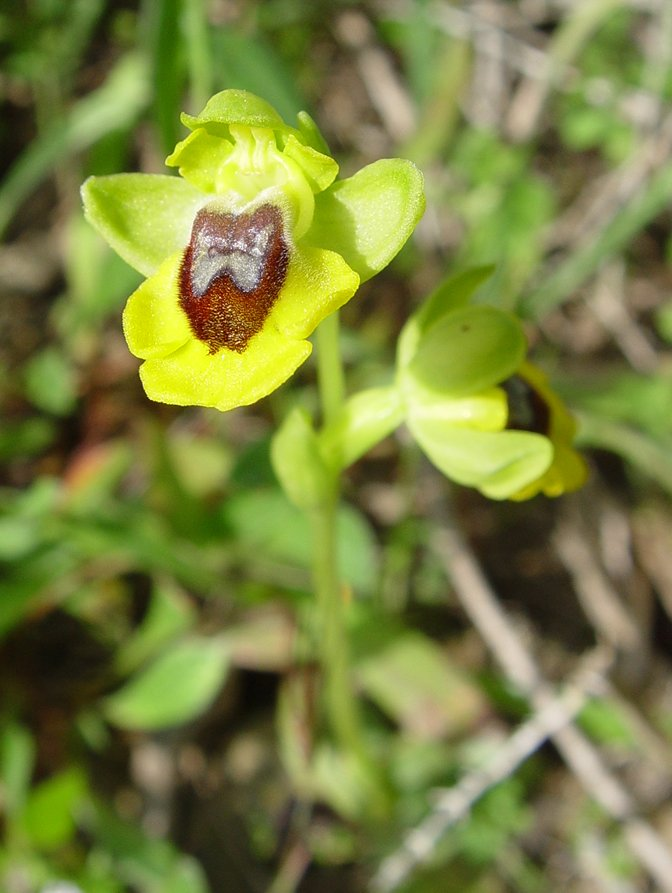
O.lutea

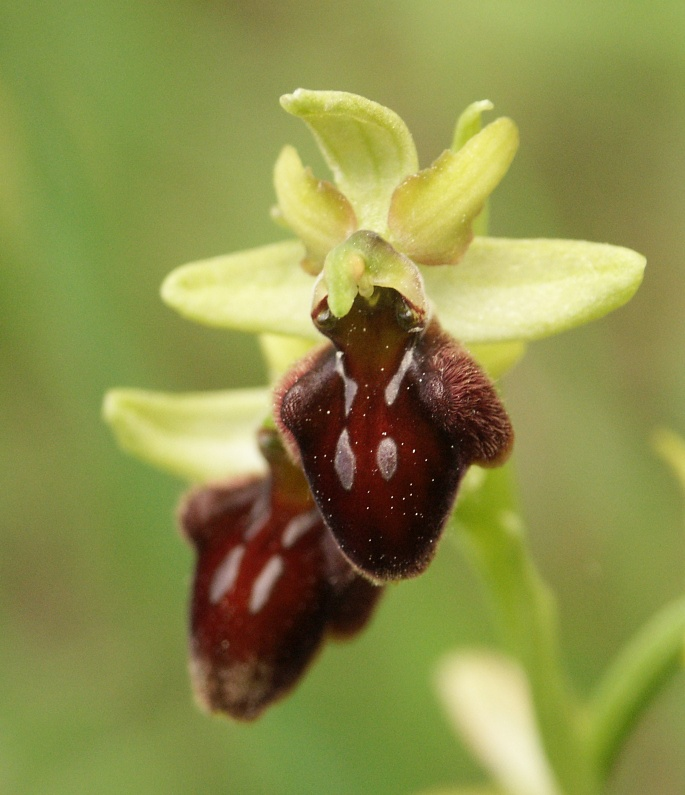
O. sphegodes

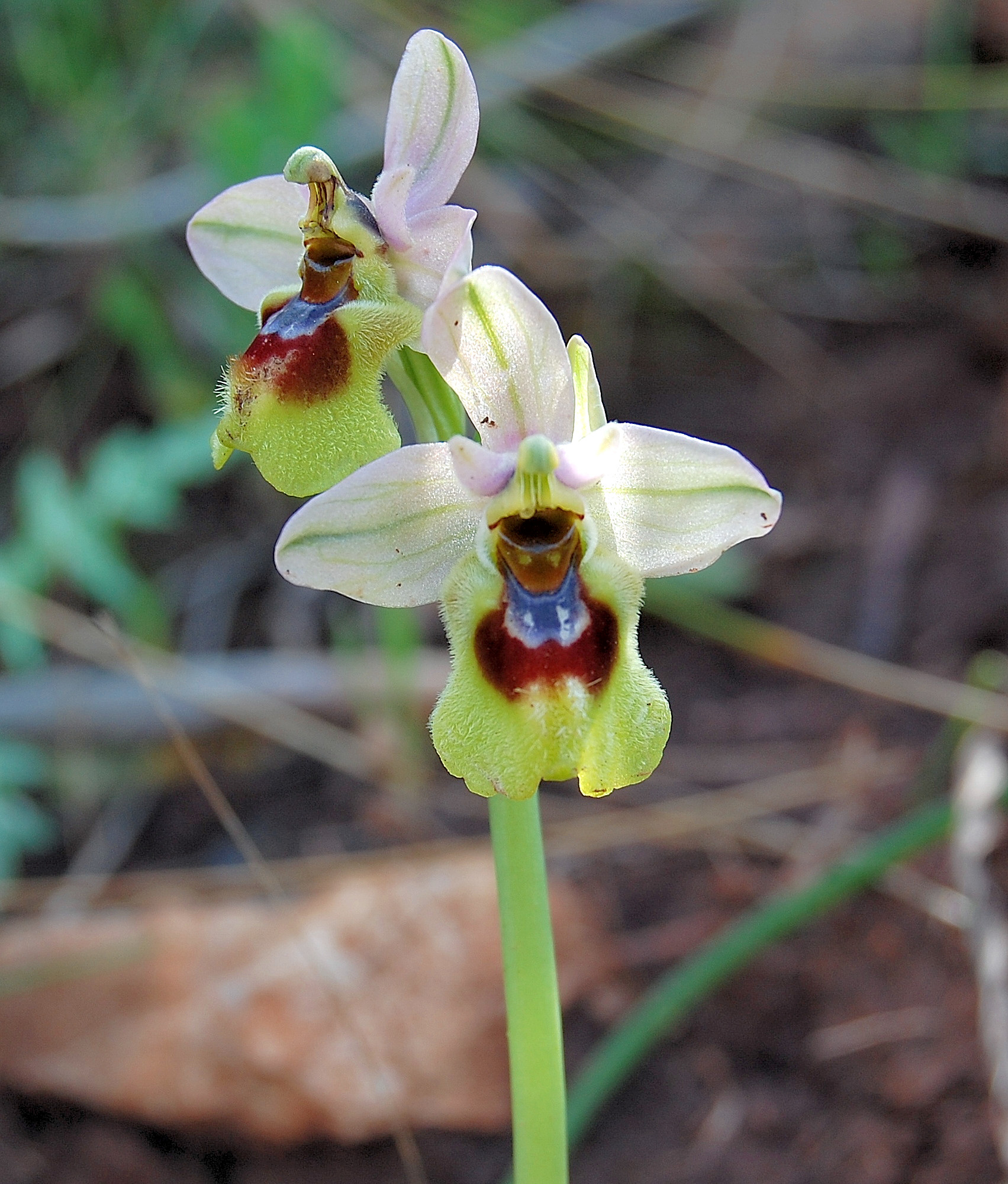
O. tenthredinifera

Altre specie, la cui identificazione può risultare talora più problematica, sono:
- Gruppo Ophrys argolica 
  - [Ophrys argolica] - specie tipo non presente in Italia
    - Ophrys argolica subsp. biscutella (O.Danesch & E.Danesch) Kreutz, 2004
    - Ophrys argolica subsp. crabronifera (Sebast. & Mauri) Faurh., 2002

- Gruppo Ophrys bertolonii 
  - Ophrys bertolonii Moretti, 1823 - ofride di Bertoloni

- Gruppo Ophrys fuciflora 
  - Ophrys fuciflora  (F.W.Schmidt) Moench, 1802
    - Ophrys fuciflora subsp. apulica O.Danesch & E.Danesch, 1969 (sin.: Ophrys apulica  O.Danesch & E.Danesch)
    - Ophrys fuciflora subsp. biancae (Tod.) Faurh., 2006
    - Ophrys fuciflora subsp. candica (E.Nelson ex Soó) H.Baumann Künkele, 1981
    - Ophrys fuciflora subsp. chestermanii (J.J.Wood) H.Blatt & W.Wirth, 1990
    - Ophrys fuciflora subsp. gracilis Buel, O.Danesch & E.Danesch, 1973
    - Ophrys fuciflora subsp. lacaitae  (Lojac.) Soó, 1973
    - Ophrys fuciflora subsp. oxyrrhynchos  (Tod.) Soó, 1927
    - Ophrys fuciflora subsp. parvimaculata O.Danesch & E.Danesch, 1970

- Gruppo Ophrys fusca - Ophrys lutea 
  - Ophrys fusca Link, 1800 - ofride scura
    - Ophrys fusca subsp. iricolor (Desf.) K.Richt., 1890
    - Ophrys fusca subsp. pallida (Raf.) E.G. Camus, 1829 - ofride pallida

  - Ophrys lutea Cav., 1793 - ofride gialla, ofride dorata
    - Ophrys lutea subsp. laurensis

  - Ophrys sicula Tineo, 1846  - ofride sicula
  - Ophrys × phryganae Devillers-Tersch. & Devillers, 1991
  - [Ophrys omegaifera] - specie tipo non presente in Italia
    - Ophrys omegaifera subsp. hayekii (H.Fleischm. & Soó) Kreutz

- Gruppo Ophrys sphegodes 
  - Ophrys sphegodes
    - Ophrys sphegodes subsp. araneola (Rchb.) M.Lainz. - ofride piccolo ragno
    - Ophrys sphegodes subsp. atrata (Rchb.f.) A.Bolòs
    - Ophrys sphegodes subsp. sipontensis (R.Lorenz & Gembardt) H.A.Pedersen & Faurh., 2005 - orchidea di Siponto

  - Ophrys × arachnitiformis Gren. & M.Philippe, 1860 (O. sphegodes × O. fuciflora)
  - Ophrys × morisii (Martelli) G.Keller & Soó (O. sphegodes × O. argolica subsp. crabronifera)
  - Ophrys × flavicans Vis., 1842 (O. sphegodes × O. bertolonii)

- Gruppo Ophrys tenthredinifera 
  - Ophrys tenthredinifera Willd., 1805 - ofride fior di vespa
  - Ophrys × maremmae nothosubsp. tardans (O.Danesch & E.Danesch) Del Prete, 1984 - ofride tardiva

## Coltivazione
Le specie del genere Ophrys richiedono un substrato calcareo ben drenante, in modo che non rimanga mai acqua intorno alle radici. 
La temperatura e le annaffiature variano a seconda delle specie o dell'ambiente: per quanto riguarda le specie che crescono in climi caldi e secchi la temperatura non deve superare i 40 °C in estate e possibilmente non scendere sotto a 10 °C per l'inverno, mentre quelle che crescono in climi più freddi e piovosi non sopportano temperature oltre a 30 °C in estate ma possono anche rimanere intorno a 0 °C in inverno; similmente le annaffiature dovranno essere più rade per quelle di climi caldi che per quelle da freddo.
In alternativa, vivendo in un clima adatto ad una specie coltivata, essa può essere tenuta all'aperto e lasciata a sé, intervenendo solo nel caso che la temperatura o le precipitazioni fossero eccezionalmente diverse dal normale.